# Europium(II)-phosphat
Europium(II)-phosphat (Eu3[PO4]2) ist eine chemische Verbindung aus Europium und der Phosphorsäure. Neben Europium(II)-phosphat (Eu3[PO4)2) existiert auch noch Europium(III)-phosphat (Eu[PO4]) sowie ein gemischtvalentes Europium(II,III)-phosphat (Eu3Eu[PO4]3).

## Gewinnung und Darstellung
Europium(II)-phosphat (Eu3[PO4]2) lässt sich aus einer Mischung aus Europium(III)-phosphat und Europiumsesquioxid bei 950 °C im Wasserstoffstrom herstellen.
{\displaystyle {\ce {4 Eu[PO4] + Eu2O3 + 3 H2 -> 2 Eu3[PO4]2 + 3 H2O}}}
Bei dieser Reaktion reduziert der Wasserstoff das Europium.

## Eigenschaften
Eu3[PO4]2 ist isotyp zu Sr3[PO4]2 und kristallisiert im Palmierit-Strukturtyp, in der Raumgruppe R3m (Raumgruppen-Nr. 166)) mit den Gitterparametern a = 539,31(2), c = 1984,3(1) pm und drei Formeleinheiten pro Elementarzelle. Europium(II)-phosphat ist bis 100 °C an Luft stabil gegen Oxidation.